# Medley (Flórida)
Medley é uma vila localizada no estado americano da Flórida, no condado de Miami-Dade. Foi incorporada em 1949.

## Geografia
De acordo com o United States Census Bureau, a vila tem uma área de 15,3 km², onde 12,2 km² estão cobertos por terra e 3,1 km² por água.

### Localidades na vizinhança
O diagrama seguinte representa as localidades num raio de 8 km ao redor de Medley.

## Demografia
Segundo o censo nacional de 2010, a sua população é de 838 habitantes e sua densidade populacional é de 68,4 hab/km². Possui 350 residências, que resulta em uma densidade de 28,6 residências/km².